# Wesmaelius posticatus
Wesmaelius posticatus är en insektsart som först beskrevs av Banks 1905.  Wesmaelius posticatus ingår i släktet Wesmaelius och familjen florsländor. Inga underarter finns listade i Catalogue of Life.